# Ntdetect.com
Ntdetect.com — это компонент операционных систем Microsoft семейства Windows NT, который использовался в процессе запуска Windows NT до версии 6.0 и отвечает за сбор информации о конфигурации аппаратного обеспечения компьютера.

## Обзор
Процесс загрузки передает управление загрузчику операционной системы - NTLDR, который в процессе своей работы использует вызов Ntdetect.com для сбора информации, которая затем будет передана ядру операционной системы.
Ntdetect.com используется на компьютерах, в которых есть прошивки BIOS. Компьютеры с интерфейсом расширяемой прошивки, подобным IA-64, используют метод обнаружения устройств, который не привязан к операционной системе.
Обнаружение аппаратного обеспечения работает по-разному, в зависимости от того, поддерживается ли аппаратным обеспечением ACPI или нет. Так проходит сбор подробностей об аппаратуре из BIOS в ОС. Если ACPI поддерживается, список найденных устройств передаётся ядру, а Windows возьмёт на себя функцию по назначению некоторых ресурсов каждому устройству. На старом аппаратном обеспечении, когда не поддерживается ACPI, за назначение ресурсов устройствам отвечает BIOS, а не операционная система, так что эта информация передаётся в ядро.
Дополнительно, Ntdetect.com определяет, в каком профиле аппаратного обеспечения это использовать. Windows поддерживает несколько различных аппаратных профилей, которые позволяют одной копии Windows хорошо работать в ситуациях, когда аппаратное обеспечение в определённых шаблонах регулярно изменяется. Это часто встречается в портативных компьютерах, которые подключаются к кредлу.
В Windows Vista и более поздних операционных системах, ntdetect.com поддерживает только ACPI, так что у Windows есть возможность управлять распределением аппаратных ресурсов тем же путём на каждой машине. Профили аппаратного обеспечения также больше не поддерживаются в Windows Vista.
Информация, собираемая ntdetect.com, сохраняется в ключе HKLM\HARDWARE\DESCRIPTION реестра Windows на более позднем этапе в процессе загрузки.

## Классы обнаруживаемого аппаратного обеспечения
- Идентификация аппаратного обеспечения
- Дата и время аппаратного обеспечения
- Типы шины и адаптера
- Адаптеры SCSI
- Видео-адаптеры
- Клавиатура
- Последовательные и параллельные порты передачи данных
- Накопители на жёстких дисках
- Накопители на гибких дисках
- Манипулятор «мышь»
- Математический сопроцессор
- Устройства на основе шины ISA

## Устранение неисправностей
Для помощи в устранении неполадок Microsoft сделала доступными «отладочные» версии Ntdetect.com, которые выводят подробную информацию об оборудовании, которое было обнаружено.